# Vers le soleil
Vers le soleil (Sun Probe) est le 11e épisode de la première saison de la série télévisée Les Sentinelles de l'air. L'ordre de diffusion étant différent de l'ordre de production, il fut le quatrième épisode réalisé.

## Synopsis
Trois astronautes partent jusqu'au Soleil pour y recueillir des échantillons. Dès qu'ils ont réussi à prendre des échantillons solaires, la fusée dérive vers l'étoile pour aller s'y écraser.
Pendant ce temps, à la base de la Sécurité internationale, on envoie les Thunderbirds 2 et 3. Le Thunderbird 2 se rend au sommet de l'Himalaya avec un module d'ondes radio, tandis que le numéro 3 se rend dans l'espace pour en envoyer des ondes radio à la fusée. Les deux Thunderbirds échouent jusqu'au moment où Sécurité internationale réussie à envoyer une onde puissante à partir du numéro 3, ce qui sauve la fusée solaire.
Malheureusement, l'équipage du Thunderbird 3 est alors attiré vers le Soleil. Brains, à l'aide de son robot Braman, qu'il a amené par erreur à bord du numéro 2, réussit à résoudre une équation qui permettra d'envoyer une onde destinée à rallumer les moteurs du numéro 3.
Brains réussira-t-il à sauver l'équipage du numéro 3 ?